# Juanito Villar
Juan José Villar Jiménez conegut com a Juanito Villar, és un cantaor flamenc.
Va néixer a Cadis el 1947, fill de Juan Villar Mayo i Pilar Jiménez Pérez, dos excel·lents intèrprets dels cants de la seva terra. Es va iniciar en el quadre "Los Chavalillos Gaditanos". Seguidament destacà com a cantaor d'acompanyament, amb els grups de la Tati, Manuela Carrasco, Faíco i el Güito, en gires i "tablaos".
La seva popularitat va augmentar durant les seves temporades en els "tablaos" madrilenys dels Canasteros i Torres Bermejas, des d'on va passar al grup del ballador José Miguel, amb qui va viatjar al Japó. Després de diverses gires per l'estranger, va començar en els anys seixanta la seva participació en els festivals andalusos, sense deixar per això d'acompanyar al ball, dels quals actualment és una de les figures més importants. També cal esmentar els seus recitals en les penyes flamenques, existint-ne una amb el seu nom a la seva Cadis natal.
La seva discografia és bastant àmplia i entre les seves actuacions més significatives cal ressenyar les realitzades al Festival d'Art Flamenc de París, l'any 1983, i en la II Cimera Flamenca de Madrid, el 1986. El 1998 participà en un espectacle sobre Cadis presentat en la V Biennal de Flamenc de Sevilla, al costat d'altres figures de renom.
Coneixedor dels estils genuïns de Cadis i Los Puertos, els presta en la seva interpretació una espectacularitat personal, per mitjà del compàs, per la qual cosa arriba ràpidament a interessar fins i tot al públic menys iniciat. Malgrat la seva ja llarga trajectòria professional, l'afició espera d'ell la seva definitiva consagració com a conservador de l'escola cantaora gaditana, ateses les seves notables qualitats.